# 中共广西省第二次代表大会旧址
中共广西省第二次代表大会旧址，位于中国广西壮族自治区南宁市向阳公社津头大队，为一个省级文物保护单位，类型为革命遗址及革命纪念建筑物，为第二批广西壮族自治区文物保护单位，公布时间为1981年8月25日。
中共广西省第二次代表大会旧址的历史年代为1929年。